# Diego Novelli
Diego Novelli (ur. 22 maja 1931 w Turynie) – włoski polityk, dziennikarz, pisarz i wydawca. W latach 1975–1985 burmistrz Turynu, w latach 1984–1988 poseł do Parlamentu Europejskiego II kadencji, w latach 1987–2001 deputowany krajowy.

## Życiorys
Zdobył wykształcenie średnie, początkowo zatrudniony w księgarni. W 1951 rozpoczął pracę w dzienniku „l’Unità”, w 1961 objął stanowisko dyrektora piemonckiego dodatku do tej gazety. Był dyrektorem wydawnictwa L’Altraitalia, a także założycielem pisma „Nuova Società” i dyrektorem wydawniczym „La Rinascita della sinistra”. Współpracował przy tworzeniu scenariusza do filmu „La ragazza di via Millelire”. Autor licznych publikacji książkowych.
W młodym wieku zaangażował się w działalność polityczną w ramach Włoskiej Partii Komunistycznej, doszedł w jej strukturach do członkostwa w komitecie centralnym. Od 1960 był radnym miejskim w Turynie, a od lipca 1975 do stycznia 1985 pełnił funkcję jego burmistrza. W 1984 wybrany posłem do Parlamentu Europejskiego, w którym pozostał do początku 1988. Przystąpił do Grupy Sojuszu Komunistycznego. Od 1987 do 2001 zasiadał w Izbie Deputowanych X, XI, XII i XIII kadencji. W 1991 należał do założycieli do La Rete, partii rozwiązanej w 1999. W 1993 zajął drugie miejsce w wyborach na burmistrza Turynu, kandydował także do Europarlamentu w 2004 (z listy Włochy Wartości) i 2009 (z listy Lewica, Ekologia, Wolność). Powrócił do działalności dziennikarskiej, w 2011 został szefem lokalnej komórki organizacji partyzanckiej Associazione Nazionale Partigiani d'Italia.